# Mistaria longimamillata
Espèce
Synonymes
- Agelena longimamillata Roewer, 1955

Mistaria longimamillata est une espèce d'araignées aranéomorphes de la famille des Agelenidae.

## Distribution
Cette espèce est endémique du Mozambique. Elle se rencontre vers Tete.

## Description
La femelle holotype mesure 7,5 mm.
La femelle décrite par Kioko, Jäger, Kioko, Ji et Li en 2019 mesure 8,34 mm.

## Publication originale
- Roewer, 1955 : Araneae Lycosaeformia I. (Agelenidae, Hahniidae, Pisauridae) mit Berücksichtigung aller Arten der äthiopischen Region. Exploration du Parc National de l'Upemba Mission G. F. De Witte, vol. 30, p. 1-420.